# Kanton Saint-André-les-Alpes
Kanton Saint-André-les-Alpes (fr. Canton de Saint-André-les-Alpes) je francouzský kanton v departementu Alpes-de-Haute-Provence v regionu Provence-Alpes-Côte d'Azur. Tvoří ho šest obcí.

## Obce kantonu
- Allons
- Angles
- Lambruisse
- Moriez
- La Mure-Argens
- Saint-André-les-Alpes